# Рольфінг
Рольфінг (англ. rolfing), або структурна інтеграція (англ. structural integration) — система нетрадиційної медицини, мануальна терапія («глибокий масаж») з елементами кінезітерапії, створена американською дослідницею Ідою Полін Рольф у 1920-х рр.

## Суть методу
За твердженням його засновників, це «цілісна система маніпуляцій на м'яких тканинах і навчання правильним рухам, що  дає правильну орієнтацію й організацію тканин і всього тіла в умовах гравітації».
Система орієнтована на оптимізацію функціонування людського тіла у грвітаційному полі Землі.
Терапевтичний ефект від маніпуляції на м'язах і фасціях, зокрема, проявляється в тому, що пацієнти можуть стояти рівніше, випростатися, навіть, ставати вищими на зріст, вони можуть рухатися краще внаслідок корекції тонусу м'яких тканин. Щоправда, за твердженнями опонентів методу, системі рольфінгу бракує наукової бази доказів.
На шоу Опри Вінфрі в 2007 році Мехмет Оз охарактеризував Рольфінг як «йогу, яку хтось робить для вас».

## Історія методу
Авторкою  методики є Іда Полін Рольф, біохімик та фізіолог із США, дослідник інституту Рокфелера. Метод було  започатковано  у Нью-Йорку у першій половині  ХХ ст., коли  І.П.Рольф прагнула допомогти інвалідам Першої світової війни, що зверталися до неї із своїми проблемами....
Метод  змінював свою назву :перша його назва - «постуральна релаксація», далі — «Структурна інтеграція», що є і тепер офіційною назвою методу.. Але широко використовується  також назва, яка походить від прізвища творця методу - «Рольфінг». У немедичному середовищі  ще  відомий як «глибокий масаж тіла».
«Рольф-інститут структурної інтеграції»(«RISI»), головний навчальний і дослідницький центр методики, який вивчає, розвиває методику, готує й сертифікує спеціалістів з рольфінг-терапії («рольферів», «рольфінг-терапевтів» або «практиків рольфівського руху»), заснувала особисто Іда Рольф з однодумцями у 1971 році як «Гільдію структурної інтеграції»

## Показання й протипоказання
Рольфінг-процедури зазвичай уважаються безпечними, хоча, з огляду на те, що вони включають глибокі маніпуляції з тканинами, вагітним жінкам, людям із захворюваннями судин, опорно-рухового апарату та крові, бажана попередня консультація лікаря-куратора.

## Сучасні дослідження
Хоча колись скептик Майкл Шермер назвав глибокий масаж і інші альтернативні методи лікування «купою нісенітниць». (а в той час доказова база методу буладійсно небагатою), нині загальна концепція фасції все більше приваблює вчених. Проведений у кінці 2007 року перший «Конгрес дослідників фасцій», зібрав багато вчених і клініцистів і став знаковою подією для медичної спільноти.
Один із дослідників, Роберт Шлейп (Schleip), вивчаючи підхід рольфінг-терапевтів до фасції і її пластичності, припускає, що успіх методики полягає в зменшенні підвищеного м'язового тонусу та інших фізіологічних ефектах, які можуть бути викликані стимуляцією механо-рецепторів фасціальних тканин.